# تابع ضمنی
در ریاضیات، یک تابع ضمنی (به انگلیسی: Implicit function) رابطه‌ای به صورت {\displaystyle R(x_{1},x_{2},\ldots ,x_{n})=0} است که در آن تابع R رابطه‌ای را بین متغیرهای {\displaystyle x_{1},x_{2},\ldots ,x_{n}} تعریف می‌کند. به عنوان مثال، دایره واحد را می‌توان با تابع ضمنی {\displaystyle x^{2}+y^{2}-1=0} توصیف کرد. به عنوان مثال دیگر، تابع معکوس {\displaystyle y=f(x)} را می‌توان براساس رابطهٔ ضمنی {\displaystyle x=f(y)} تعریف کرد. باید توجه کرد هر تابع ضمنی به صورت {\displaystyle R(x,y)=0} دارای یک مقدار یکتا برای y به ازای هر x نیست.
از قاعدهٔ زنجیری می‌توان برای مشتق گرفتن از توابع ضمنی استفاده کرد.